# Mokresj (distrikt i Bulgarien, Montana)
Mokresj (bulgariska: Мокреш) är ett distrikt i Bulgarien.   Det ligger i kommunen Obsjtina Văltjedrăm och regionen Montana, i den nordvästra delen av landet, 120 km norr om huvudstaden Sofia.
Trakten runt Mokresj består till största delen av jordbruksmark. Runt Mokresj är det ganska glesbefolkat, med 27 invånare per kvadratkilometer.